# Eva Mattes
Denna artikel handlar om skådespelaren, för konstnären med samma namn, se Eva och Franco Mattes

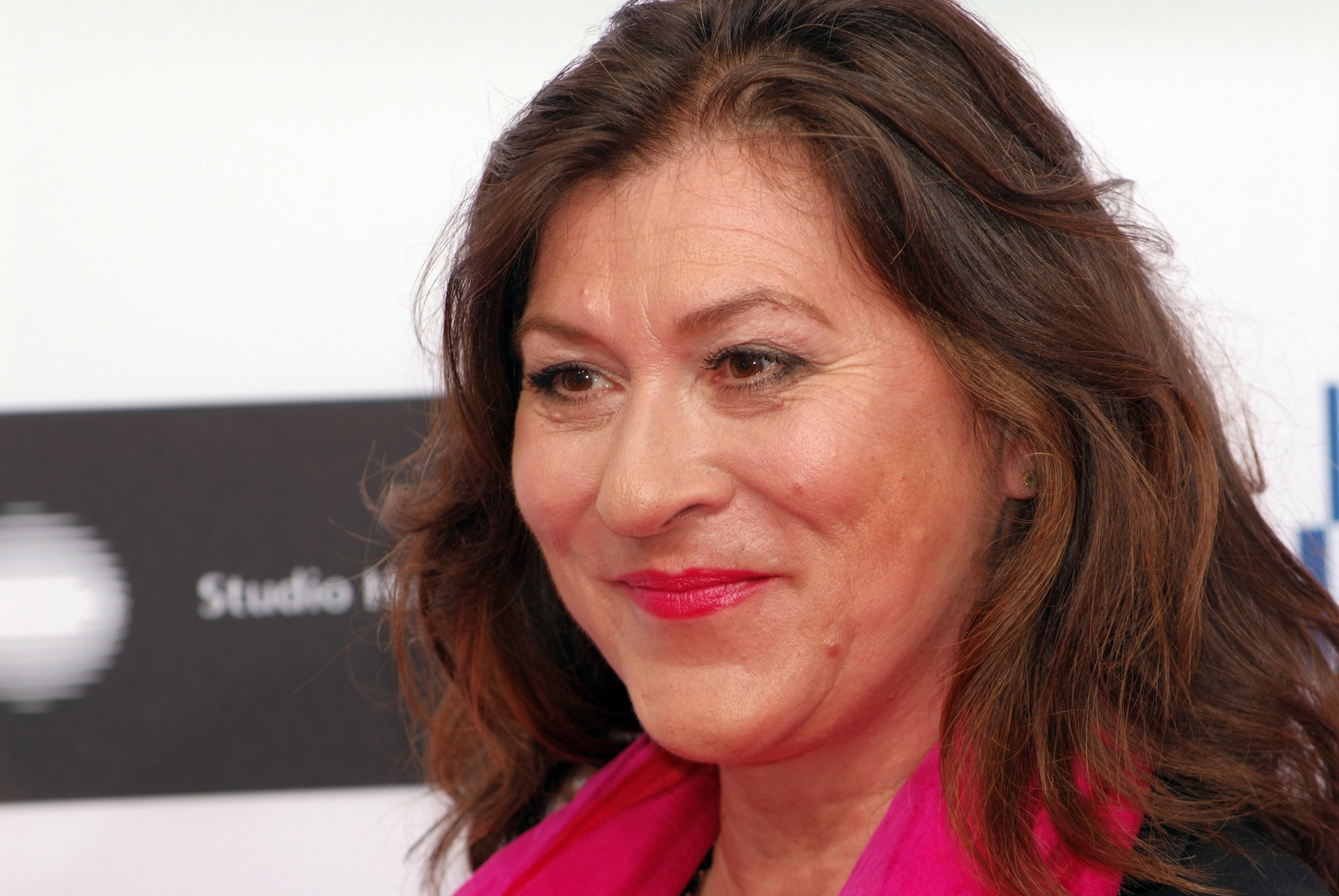
Eva Mattes (2012)

Eva Mattes, född 14 december 1954 i Tegernsee i Tyskland, är en tysk-österrikisk skådespelare. 
Eva Mattes blev uppmärksammad som skådespelare inom den Nya tyska filmen under 1970-talet. Hon medverkade i filmer av Rainer Werner Fassbinder, Werner Herzog och Helma Sanders-Brahms. Mattes har som teaterskådespelare spelat på de flesta stora teatrar i Tyskland. Under senare år har hon blivit känd som kriminalkommissarie Klara Blum i den tyska tv-serien Tatort (Brottsplats).

## Priser (urval)
- 1979 Filmfestivalen i Cannes, Jury's Special Grand Prix [5]
- 1981 Bayerischer Filmpreis, Best Actress [6]

## Filmografi i urval
- 1971 – Pippi Långstrump (TV-serie) (titelrollen i tysk röstversion)
- 1972 – Petra von Kants bittra tårar
- 1974 – Effi Briest
- 1975 – Mamma Küsters himmelsfärd
- 1977 – Stroszek – Balladen om Bruno S.
- 1977 – Frauen in New York (TV-film)
- 1978 – Ett år med tretton månar
- 1979 – David
- 1979 – Woyzeck
- 1980 – Tyskland bleka moder
- 1989 – Granne med ondskan
- 1994 – Löftet
- 1999 – Moloch av Aleksandr Sokurov
- 2002 – Goebbels und Geduldig
- 2001 – Enemy at the Gates
- 2002–2014 – Tatort (TV-serie)